# Миклуха Михайло Миколайович
Миха́йло Микола́йович Миклу́ха (31 березня 1856, Санкт-Петербург, Росія — 12 квітня 1927, Ленінград, СРСР) — український геолог часів Російської імперії. Дослідник геології Полісся та півночі Європейської частини Росії. Брат мандрівника Миколи Миклухо-Маклая.

## Життєпис
Народився 31 березня 1856 в Санкт-Петербурзі в родині інженера-залізничника, начальника Миколаївського вокзалу Миколи Ілліча Миклухи та його дружини Катерини Семенівни Беккер. За лінією батька був нащадком українського козацького роду Миклух, а матір мала польсько-німецьке походження. Мав трьох братів (юриста Сергія, видатного мандрівника, ентолога й гуманіста Миколу та морського офіцера Володимира) й сестру Ольгу. Батько Михайла помер, коли йому було півтора року. У дитинстві листувався з братом Миколою, що на той час уже активно подорожував по світу і справив значний вплив на становлення Михайла як особистості.
1876 року закінчив хімічне відділення додаткового класу Першого Санкт-Петербурзького реального училища. 1882 року закінчив Санкт-Петербурзький гірничий інститут, після чого кілька років слухав лекції в Мюнхенському університеті. У роки студентства в Санкт-Петербурзі підтримував діяльність народовольців, особисто був знайомий і товаришував з організаторами вбивства імператора Олександра II, зокрема з Софією Перовською та Миколою Рисаковим.
Після повернення до Росії брав участь у створенні «Російської геологічної бібліотеки» та працював у музеї гірничого інституту, був членом Геологічного комітету. Активно займався геологічними дослідженнями на Поліссі, в районі Овруцького кряжа, на півночі Європейської частини Росії. 1897 року за результатами досліджень видав працю «Геологічний нарис Олонецького повіту та островів Ладозького озера, розташованих навколо Валаама». Поблизу міста Умань (нині Черкаська область, Україна) розвідав поклади каолінів. Згодом матеріали досліджень Миклухи використали для створення першої геологічної карти Європейської частини Росії. Був членом Київського відділення Російського технічного товариства.
З 1897 року проживав у місті Малин Київської губернії. Відновив маєток князів Щербатових у селі Гамарня, придбаний матір'ю в 1873 році. Брав участь у діяльності місцевого земства. Долучився до спорудження пожежної частини, парафіяльної школи та народного училища. 1910 року передав парафії святого Олександра Невського ділянку землі площею 1402 квадратні сажні для зведення там школи для глухонімих дітей. Місцевість, де Михайло Миклуха проживав у Малині, відома під назвою Михайлівка.
Після 1917 року оселився в Києві, жив у будинку на вулиці Саксаганського, 60, успадкованому від дружини, а 1923 року повернувся до Петрограда. В останні роки життя продовжив роботу в Геологічному інституті та видавав друком праці свого брата Миколи.
Помер 12 квітня 1927 року в Ленінграді. Похований на Волковському кладовищі.

## Сім'я

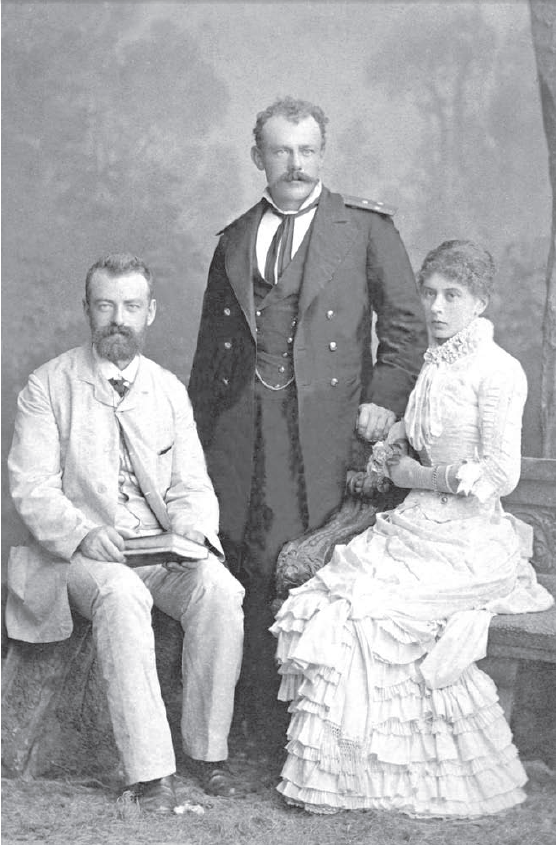
Михайло Миклуха (сидить) з братом Володимиром (стоїть) та його першою дружиною Юлією. Фотографія 1883 року

Михайло Миклуха одружився з дочкою половника російської армії Марією Масловою (пом. 1915). У їхньому шлюбі народилося троє дітей:
- Олександр (1887—1947);
- Серафима (1889—1971);
- Микола (1899—1956).

Дочка Миклухи, Серафима Михайлівна, одружилася зі своїм двоюрідним братом Дмитром Сергійовичем Миклухою-Маклаєм — сином брата свого батька. У їхньому шлюбі народилися три сини: Артемій, Андрій та Микола.